# Liptako
Liptako est une région historique du Burkina Faso qui se trouve à l'ouest du Niger et à 268 km au nord-est de Ouagadougou.
La région couvre Dori et les villes environnantes (Koala, Diagourou, Aribinda).
Son nom vient de l'émirat du Liptako fondé en 1810 par Ibrahim Sayfu (appelé aussi Brahima Seydou Birmali).

## Toponymie
Le nom Liptako ou Liptaako aurait été suggéré à Brahima Seydou Birmali par le sultan du Sokoto, Usman dan Fodio, qui l'avait encouragé à se révolter. Liptako signifie « l’indomptable » (littéralement « impossible à terrasser », du radical verbal liɓ- qui veut dire « terrasser », et t-aak-o qui signifie « on ne peut pas »).